# Springfield (Oregon)
Springfield és una població dels Estats Units a l'estat d'Oregon. Segons el cens del 2008 tenia 58.005 habitants. A aquesta ciutat va néixer en Matt Groening, creador dels Simpsons.

## Demografia
Segons el cens del 2000, Springfield tenia 52.864 habitants, 20.514 habitatges, i 13.477 famílies. La densitat de població era de 1.417,4 habitants per km².
Dels 20.514 habitatges en un 35,3% hi vivien nens de menys de 18 anys, en un 45,7% hi vivien parelles casades, en un 14,3% dones solteres, i en un 34,3% no eren unitats familiars. En el 25,4% dels habitatges hi vivien persones soles el 7,8% de les quals corresponia a persones de 65 anys o més que vivien soles. El nombre mitjà de persones vivint en cada habitatge era de 2,55 i el nombre mitjà de persones que vivien en cada família era de 3,03.
Per edats la població es repartia de la següent manera: un 27,2% tenia menys de 18 anys, un 11,1% entre 18 i 24, un 31,4% entre 25 i 44, un 19,9% de 45 a 60 i un 10,3% 65 anys o més.
L'edat mediana era de 32 anys. Per cada 100 dones de 18 o més anys hi havia 92,5 homes.
La renda mediana per habitatge era de 33.031$ i la renda mediana per família de 38.399$. Els homes tenien una renda mediana de 30.973$ mentre que les dones 22.511$. La renda per capita de la població era de 15.616$. Aproximadament el 14,8% de les famílies i el 17,9% de la població estaven per davall del llindar de pobresa.

## Poblacions més properes
El següent diagrama mostra les poblacions més properes.